# Blacus radialis
Blacus radialis är en stekelart som beskrevs av Haeselbarth 1973. Blacus radialis ingår i släktet Blacus och familjen bracksteklar. Inga underarter finns listade.